# Grammoptera baudii
Grammoptera baudii là một loài bọ cánh cứng trong họ Cerambycidae.